# Dichostatoides hauseri
Dichostatoides hauseri är en skalbaggsart som först beskrevs av Hintz 1912.  Dichostatoides hauseri ingår i släktet Dichostatoides och familjen långhorningar.
Artens utbredningsområde är Togo. Inga underarter finns listade i Catalogue of Life.